# Dyson-sfære
 Denne artikel bør gennemlæses af en person med fagkendskab for at sikre den faglige korrekthed.

En Dyson-sfære (eller ”skal” som den er beskrevet i de oprindelige papirer) er en hypotetisk megastruktur: Den var oprindeligt beskrevet som et system af solenergi-satellitter (satellitter som laver solens energi om til elektrisk strøm og sender det til Jorden ved hjælp af mikrobølger), som skulle omslutte en stjerne fuldstændigt, og derved opfange alt den energi som stjernen udsender. Der er dog også beskrevet andre udgaver, men den mest kendte af dem er nok udgaven med en fast skal.
Begrebet Dyson-sfære blev første gang nævnt i romanen Stjerne Skaberen (Star Maker) af Olaf Stapledon,[kilde mangler] og formelt beskrevet af fysikeren Freeman Dyson i hans afhandling fra 1959, "Søgen efter Kunstige Stellare Kilder til Infrarød Stråling", som blev udgivet i tidsskriftet Science. At bygge en Dyson-sfære går langt ud over nutidens industrielle kunnen, og mange mener, at Dysons udgave er upraktisk eller endda umulig, mens andre foreslåede varianter af sfæren ikke kræver teknologi, som er meget mere avanceret end hvad vi råder over i dag.